# Wilson Hill
Der Wilson Hill ist ein 931 m hoher Hügel an der Scott-Küste des ostantarktischen Viktorialands. Er ragt 1,4 km südwestlich des Janosy Hill in den Porter Hills auf.
Das Advisory Committee on Antarctic Names benannte ihn 1994 nach der US-amerikanischen Geologin Terry J. Wilson vom Byrd Polar and Climate Research Center, die an Feldforschungen im Viktorialand (1989–1990) und speziell in der Royal Society Range (1991–1992) und für das United States Antarctic Program zwischen 2005 und 2006 an Untersuchungen zur Gesteins- und Eisbewegung im Transantarktischen Gebirge beteiligt war.